# (74096) 1998 QD15
(74096) 1998 QD15 – planetoida z pasa głównego asteroid okrążająca Słońce w ciągu 3,67 lat w średniej odległości 2,38 j.a. Odkryta 17 sierpnia 1998 roku.